# 胎位
胎位（fetal position，position）是產科學名詞，是指胎兒在母体子宮内的姿势和位置。胎位會以胎兒在分娩之前，距母親骨盆較近的部份（先露部）（presenting part）為準，主要分為頭部較接近母親骨盆的头先露、臀部較接近母親骨盆的臀先露以及肩膀較接近母親骨盆的肩先露三種。

## 分類
依照離母親骨盆最近的位置，可以分為三類：
- 头先露（Cephalic presentation），胎兒縱位

| 名稱                            | 簡寫 | 說明                                                                 |
| ------------------------------- | ---- | -------------------------------------------------------------------- |
| 左枕前 Left occipitoanterior    | LOA  | 枕骨較接近骨盆，朝前方（當孕婦站著時朝前方）且往左側，是最常見的胎位 |
| 右枕前 Right occipitoanterior   | ROA  | 枕骨朝前方且往右側，比左枕前要少見，不過不太會有分娩的併發症。       |
| 左枕後 Left occipitoposterior   | LOP  | 枕骨朝後方且往左側                                                   |
| 右枕後 Right occipitoposterior  | ROP  | 枕骨朝後方且往右側                                                   |
| 枕前位 Occipitoanterior         | OA   | 枕骨朝前方（未偏向左側或右側）                                       |
| 枕後位 Occipitoposterior        | OP   | 枕骨朝後方（未偏向左側或右側）                                       |
| 枕左横 Left occipitotransverse  | LOT  | 枕骨朝左方                                                           |
| 枕右横 Right occipitotransverse | ROT  | 枕骨朝右方                                                           |

- 臀先露（Breech presentation），胎兒縱位[1]，會以嬰兒臀部後方中央的骶骨位置再作分分類

1. 左骶前（Left sacrum anterior，簡稱LSA），臀部較接近陰道，在母體骨盆左側，朝前方。
2. 右骶前（Right sacrum anterior，簡稱RSA），臀部在母體骨盆右側，朝前方。
3. 左骶後（Left sacrum posterior，簡稱LSP），臀部在母體骨盆左側，朝後方。
4. 右骶後（Right sacrum posterior，簡稱RSP），臀部在母體骨盆右側，朝後方。
5. 骶前（Sacrum anterior，簡稱SA），臀部朝前方。
6. 骶後（Sacrum posterior，簡稱SP），臀部朝前方。

- 肩先露（Shoulder presentation），胎兒橫位，可以依肩胛骨的位置再分為四類。大部份的肩先露胎位都需要進行剖宮產。

1. 左肩前（Left scapula-anterior，簡稱LSA或LScA），肩胛骨在骨盆左側，朝前。
2. 右肩前（Right scapula-anterior，簡稱RSA或RScA），肩胛骨在骨盆右側，朝前。
3. 左肩後（Left scapula-posterior，簡稱LSP或LScP），肩胛骨在骨盆左側，朝後。
4. 右肩後（Right scapula-posterior，簡稱RSP或RScP），肩胛骨在骨盆右側，朝後。

## 註解
1. ↑  枕骨是頭後部主要的骨骼

## 外部連結
- Normal Labor and Delivery from Management of Labor and Delivery provided by Google books